# جان كارلسون
جان كارلسون (بالسويدية: Jan Karlsson)‏ (و. 1966  م) هو راكب دراجة هوائية سويدي، ولد في فالشوبنغ، شارك في الألعاب الأولمبية الصيفية 1988، وركوب الدراجات في الألعاب الأولمبية الصيفية 1988 – فريق رجال سباق الزمن ‏.

## سباقات أو مراحل فاز بها
| التاريخ        | السباق                                                                 | المركز                  |
| -------------- | ---------------------------------------------------------------------- | ----------------------- |
| 01 يناير 1988  | ركوب الدراجات في الألعاب الأولمبية الصيفية 1988 – فريق رجال سباق الزمن | المركز الثالث           |
| 07 أكتوبر 1990 | 1990 Chrono des Nations                                                | الفائز في التصنيف العام |
| 01 يناير 1991  | 1991 Duo Normand                                                       | المركز الثاني           |
| 06 أكتوبر 1991 | 1991 Chrono des Nations                                                | الفائز في التصنيف العام |
| 27 سبتمبر 1992 | 1992 Duo Normand                                                       | المركز الثاني           |
| 04 أكتوبر 1992 | 1992 Chrono des Nations                                                | المركز الثالث           |
| 01 يناير 1993  | 1993 Duo Normand                                                       | المركز الثالث           |
| 09 أكتوبر 1994 | 1994 Chrono des Nations                                                | المركز الثالث           |
| 22 أكتوبر 1995 | 1995 Chrono des Nations (amateur)                                      | الفائز في التصنيف العام |

## روابط خارجية
- جان كارلسون على موقع أرشيف الدراجات (الإنجليزية)
- جان كارلسون على موقع CycleBase (الإنجليزية)
- جان كارلسون على موقع أوليمبيديا (الإنجليزية)
- جان كارلسون على موقع اللجنة الأولمبية السويدية (السويدية)